# Yves Delvingt
Yves Delvingt (* 8. únor 1953 Baccon) je bývalý francouzský zápasník–judista.

## Sportovní kariéra
Pochází z početné rodiny. K judu se dostal přes staršího bratra Andrého. V reprezentaci se po jeho boku prosadil mladší bratr Guy. Jeho sportovní kariéra je spojená s populárním klubem U.S. v Orléans. Ve francouzské judistické reprezentaci se pohyboval od roku 1973 v pololehké váze do 63 (65) kg. V roce 1976 startoval na olympijských hrách v Montréalu a ve druhém kole si připsal vítězství nad japonským judistou Jošiharou Minamim. V dalším kole však svůj cenný skal nepotvrdil a prohrál s Italem Felice Marianin. V roce 1980 startoval na olympijských hrách v Moskvě, kde nestačil v úvodním kole na sambistického mistra světa Mongola Damdina. Přes opravy se však probojoval do boje o třetí místo, ve kterém nestačil na Poláka Janusze Pawłowského a obsadil 5. místo. Po skončení sportovní kariéry na počátku osmdesátých let pracoval jako trenér. Řadu let působil u francouzské reprezentace jako trenér žen.